# Echium nervosum
L'espècie Echium nervosum és una planta de la família de les Boraginàcies. Com nombroses espècies del gènere Echium, és endèmica d'un arxipèlag de la Macaronèsia. El gènere Echium és un dels més diversificats de la zona macaronèsica. Es troba a l'arxipèlag de Madeira, restringit a una franja altitudinal de 0 a 300 metres sobre el nivell del mar. Està present a les principals illes de l'arxipèlag: Madeira, Porto Santo i Desertas.